# Darwin's Black Box
Darwin's Black Box: The Biochemical Challenge to Evolution (La scatola nera di Darwin: La sfida biochimica all'evoluzione) è un libro di divulgazione scientifica scritto dal biochimico statunitense Michael J. Behe e pubblicato nel 1996 da Free Press. Il libro introduce il concetto della complessità irriducibile e sostiene che molti sistemi biochimici si spiegano meglio come frutto di un progetto intelligente piuttosto che di un processo evolutivo di tipo darwiniano. Behe fa riferimento a diversi sistemi biochimici, tra cui il sistema immunitario, e il flagello dei batteri.

## Accoglienza
Il libro ha ricevuto recensioni molto critiche da parte di molti scienziati, che considerano le affermazioni di Behe pseudoscientifiche. Ad esempio, in una recensione per Nature, il biologo Jerry Coyne ha stroncato il libro accusandolo di utilizzare argomentazioni ad hominem e di fare citazioni fuori contesto. Il New York Times, in una critica scritta da Richard Dawkins, ha condannato il libro per avere promosso argomenti screditati. Nonostante questo, il libro ha avuto un enorme successo commerciale, e, come best seller, ha ricevuto una recensione favorevole da Publishers Weekly, che lo ha definito una "vivace e arguta critica del pensiero neo-darwiniano" capace di "suscitare interesse". La rivista culturale National Review ha definito Darwin's Black Box uno dei 100 migliori libri di saggistica del secolo.